# Wagon doczepny czynny

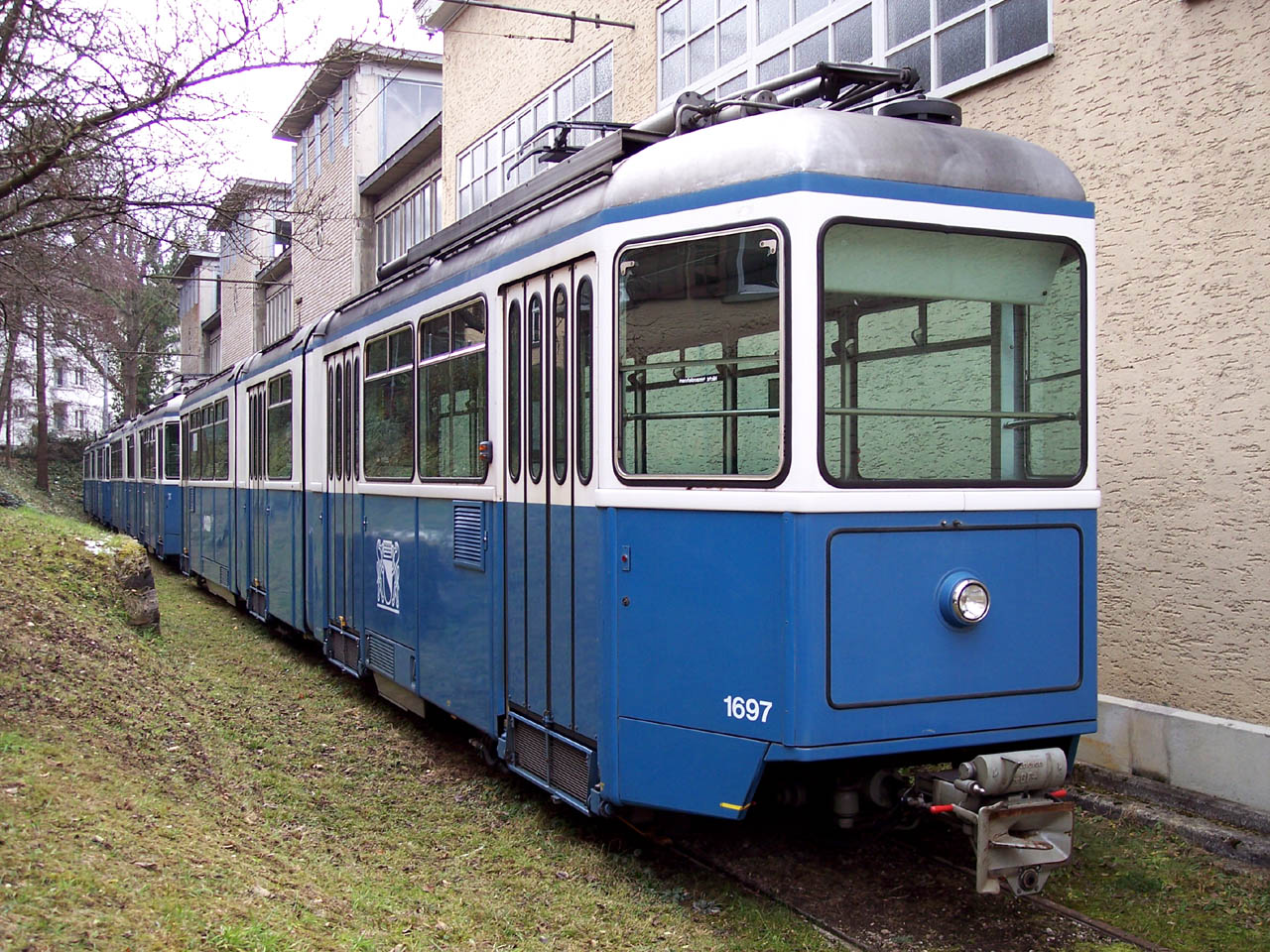
Pozbawiona kabiny motorniczego zurychska doczepa czynna typu Be 4/6 (Mirage)

Wagon doczepny czynny (także: doczepa czynna) – wagon tramwajowy wyposażony w napęd i pozbawiony kabiny motorniczego, sterowany z wagonu silnikowego. Z tego powodu doczepa czynna posiada jedynie pomocniczy pulpit sterowniczy umożliwiający manewrowanie na terenie zajezdni. Energia elektryczna może być pobierana na przykład z wagonu sterowniczego za pośrednictwem przewodu wysokiego napięcia.
Eksploatacja doczep czynnych pozwala na zmniejszenie kosztów ponoszonych przez przewoźnika, ponieważ wagon doczepny nie musi posiadać wszystkich nowoczesnych rozwiązań konstrukcyjnych związanych na przykład z układem napędowym. Z tego też powodu niekiedy jako doczepy czynne wykorzystuje się również starsze wagony silnikowe. Inną zaletą jest większa pojemność składu złożonego z wagonu silnikowego i doczepy czynnej wynikająca z braku kabiny motorniczego w doczepie. Oprócz tego zrezygnować można również z montażu reflektorów przednich, kasetonu z numerem linii za przednią szybą oraz wycieraczek.
Wadą wagonów doczepnych czynnych jest brak możliwości ich eksploatacji jako tramwajów pojedynczych.

## Przykłady
Fabrycznie nowe doczepy czynne
- Hanower: 56 sztuk wagonów Duewag B4 (pozbawione pantografu)
- Warszawa: 31 sztuk wagonów 105N2k/B/2000[3]
- Timișoara: 13 sztuk tramwajów Pionier T5 (pozbawione pantografu)
- Zurych: 50 sztuk wagonów VBZ Tram 2000, w tym 15 sztuk Be 4/6 oraz 35 sztuk Be 2/4
- Zurych: 36 sztuk wagonów Be 4/6 (Mirage)[4]

Doczepy czynne powstałe w wyniku przebudowy z silnikowych
- Stuttgart: 180 sztuk wagonów GT4
- Poczdam: 59 sztuk wagonów KT4D-M (201–259)
- Drezno: 55 sztuk tramwajów Tatra TB4D, litery TB w oznaczeniu pochodzą od niemieckiego słowa Triebbeiwagen (pol. silnikowy wagon doczepny)[5].
- Schwerin: 55 sztuk tramwajów Tatra T3D
- Szczecin: 6 sztuk tramwajów Konstal 105NaD
- Bazylea (BLT): 15 sztuk wagonów Be 4/6 (101–115), lata produkcji: 1971–1976
- Rostock: 12 sztuk wagonów T6A2M (801–812)

Doczepy czynne powstałe w wyniku przebudowy z doczep biernych
- Segedyn: 4 sztuki wagonów TB6A2D[6]

## Galeria

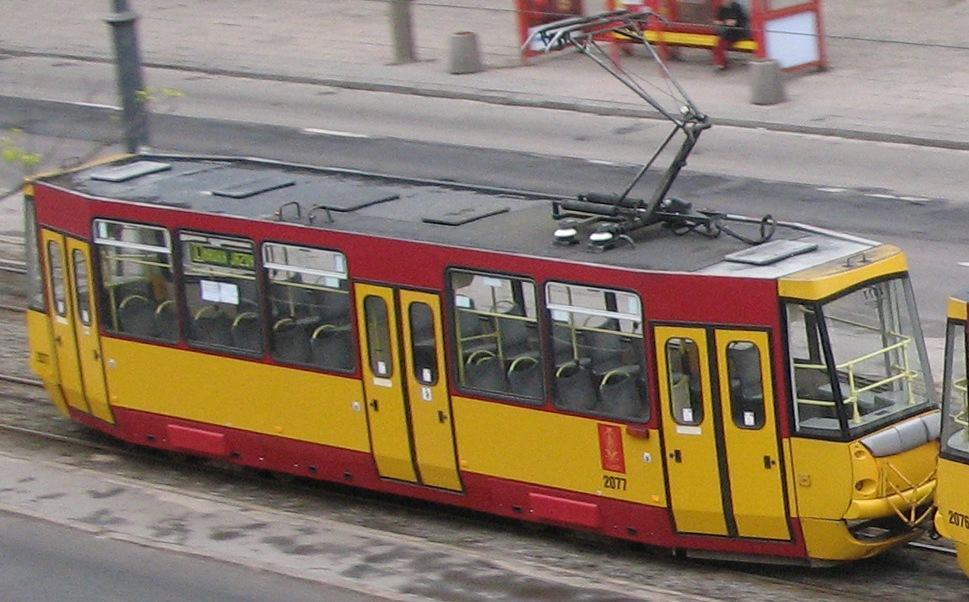
Warszawski wagon doczepny czynny typu 105N2k/B/2000
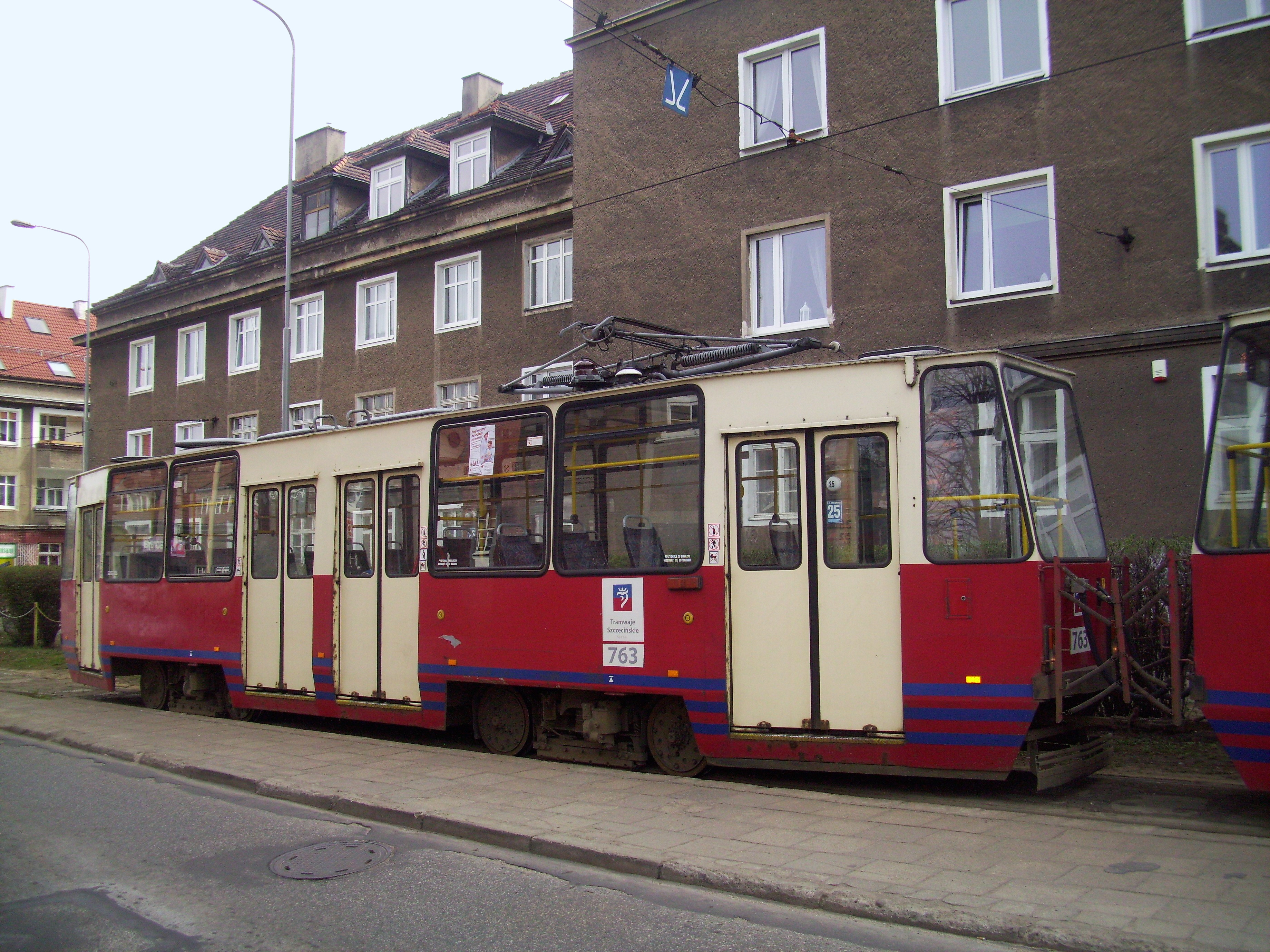
Szczecińska doczepa czynna typu 105NaD przebudowana z wagonu silnikowego
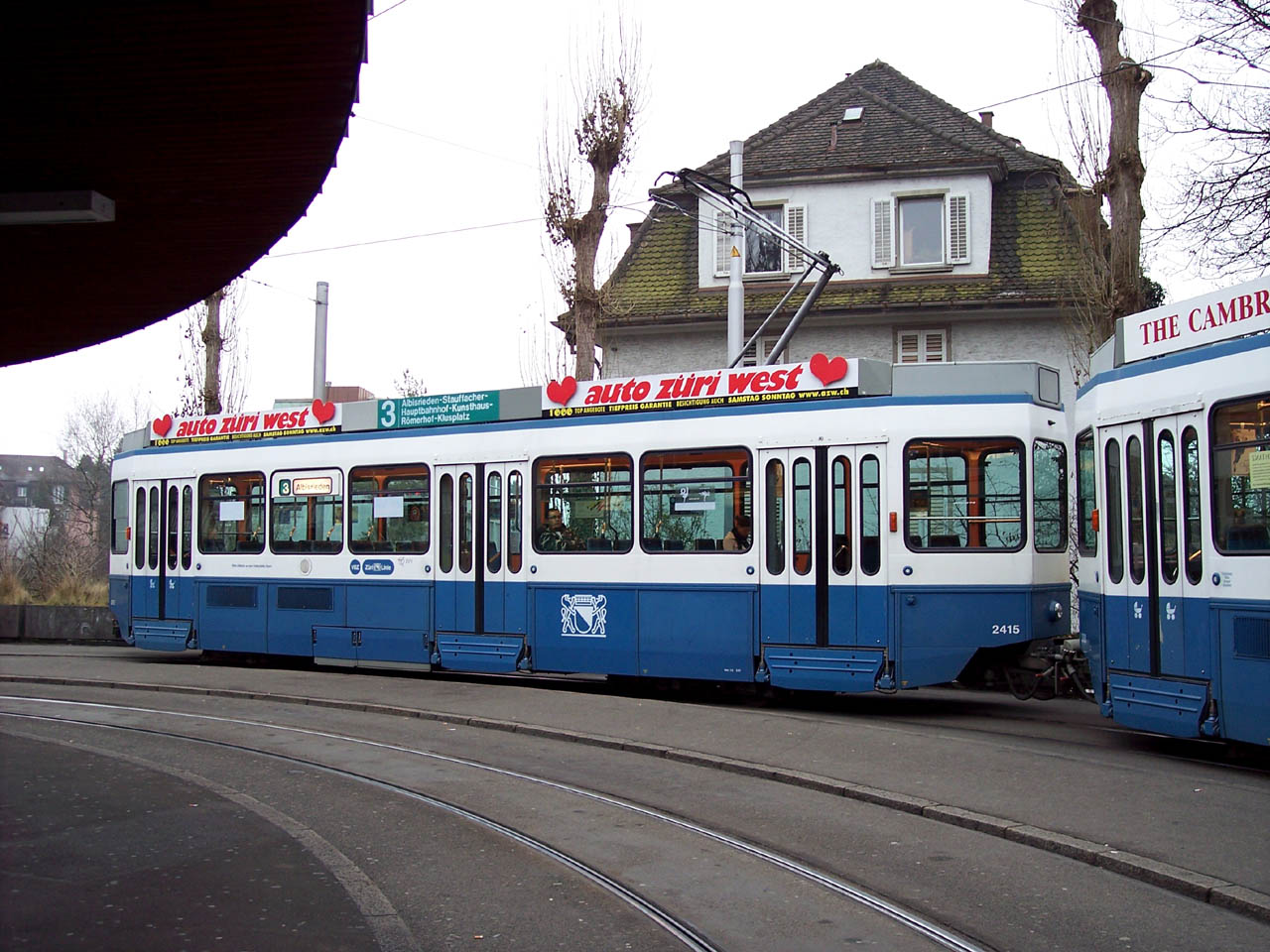
Doczepa typu «Tram 2000» Be 2/4 w składzie z wagonem silnikowym
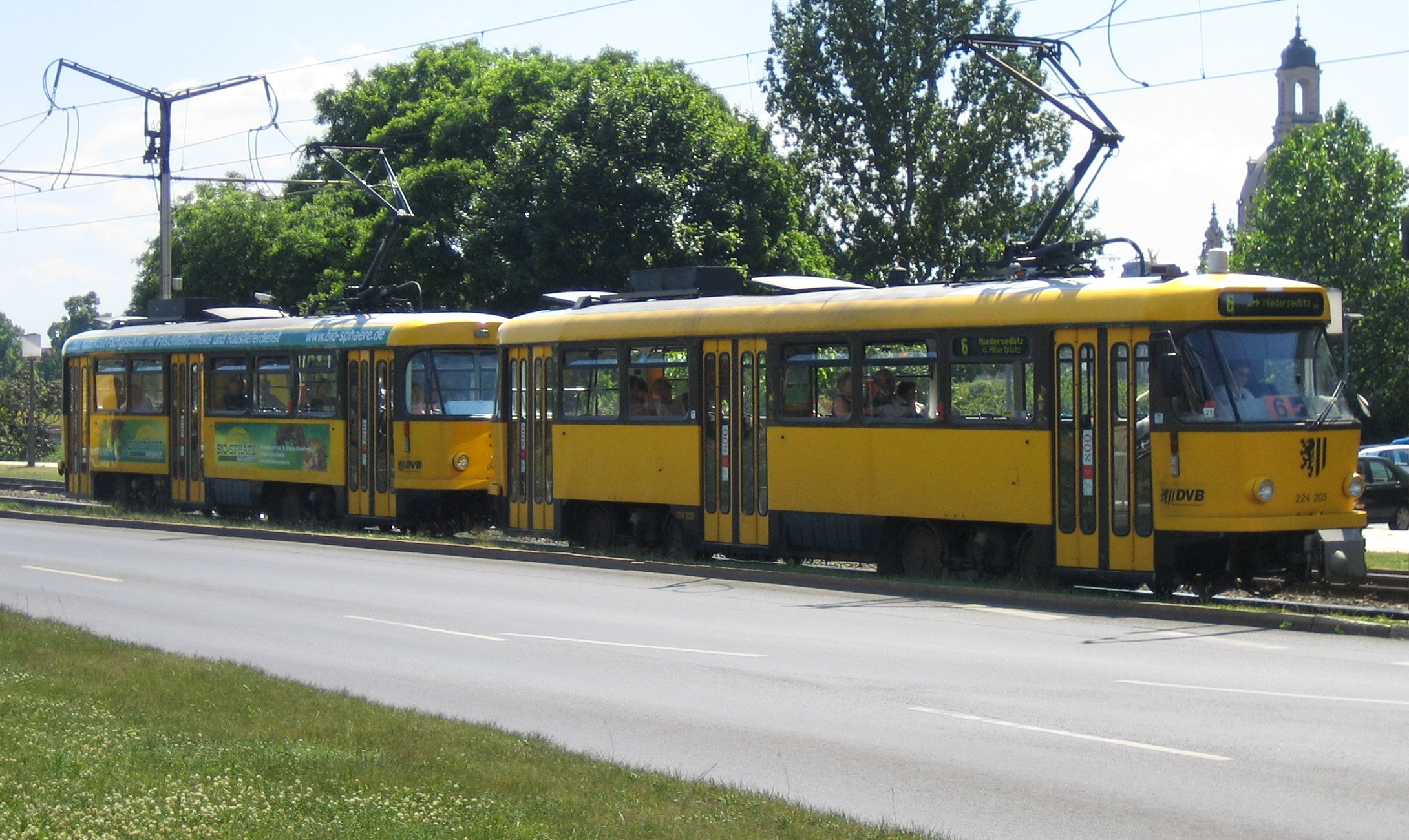
T4D i TB4D w Dreźnie, cechą charakterystyczną dla doczep jest brak wyświetlacza za przednią szybą
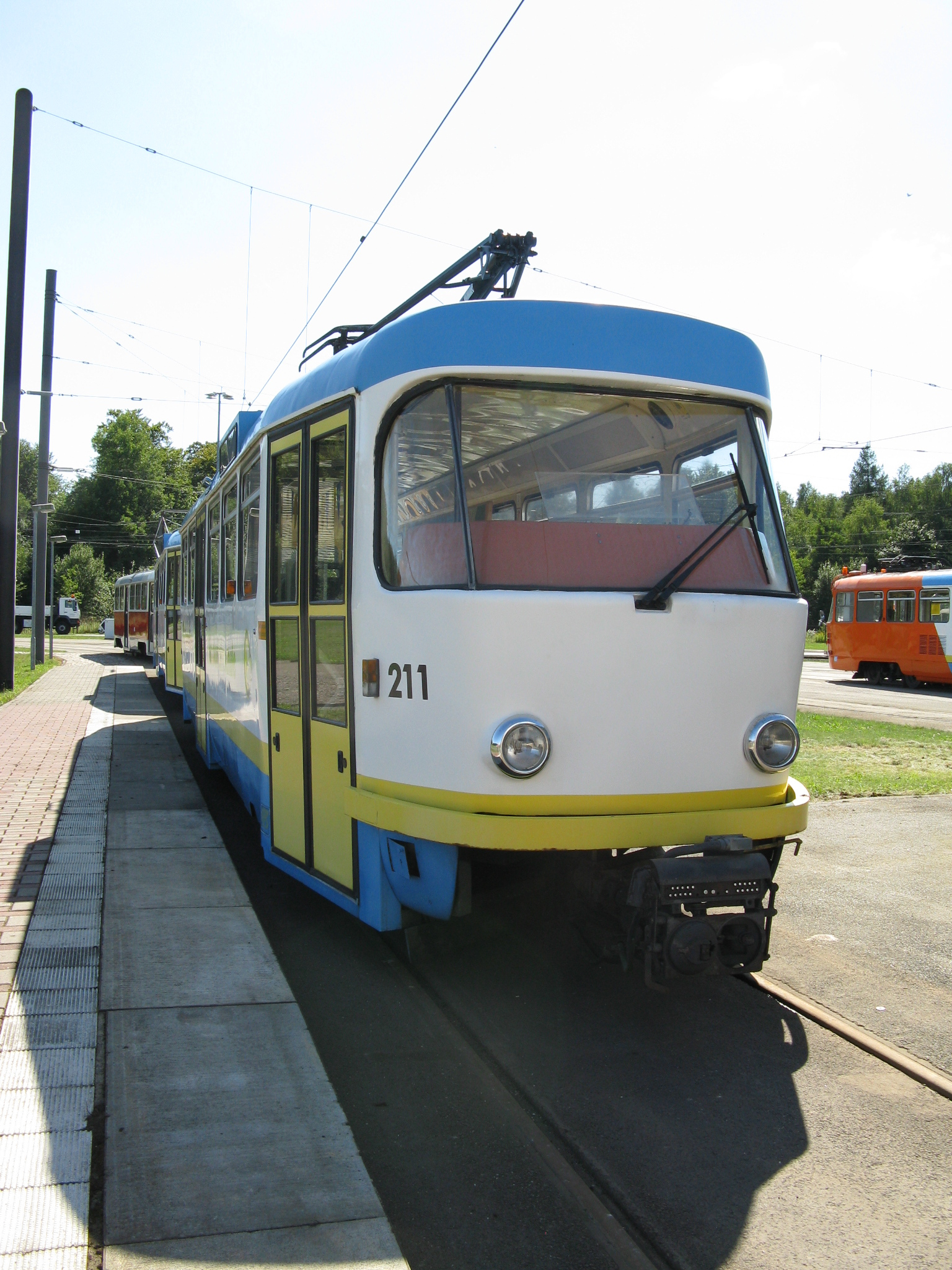
Doczepa czynna T3D w Schwerinie